# Colli Bolognesi
Le Colli Bolognesi est un vignoble italien de la région Émilie-Romagne doté d'une appellation DOC depuis le 29 mai 1975. Seuls ont droit à la DOC les vins récoltés à l'intérieur de l'aire de production définie par le décret.

## Aire de l'appellation
Les  vignobles autorisés en province de Bologne et en province de Modène dans les communes de Monteveglio, Castello di Serravalle, Monte San Pietro, Sasso Marconi, Savigno, Marzabotto, Pianoro, Bazzano, Crespellano, Casalecchio di Reno, Bologne, San Lazzaro di Savena, Zola Predosa, Monterenzio et en partie dans la commune de Savignano sul Panaro. La superficie plantée en vigne est de 624 hectares.
Le décret prévoit aussi des sous - zones avec un cahier des charges plus strict.
- La sous - zone Colline di Riosto est définie par des parcelles dans la commune Pianoro.
- La sous - zone Colline Marconiane est définie par des parcelles dans les communes Sasso Marconi et Casalecchio di Reno.
- La sous - zone Zola Predose est définie par des parcelles dans la commune Zola Predosa.
- La sous - zone Monte San Pietro est définie par intégralité de la commune Monte San Pietro.
- La sous - zone Colline di Oliveto est définie par des parcelles dans les communes Monteveglio, Crespellano et Monte San Pietro.
- La sous - zone Terre di Montebudello est définie par des parcelles dans les communes Monteveglio, Bazzano et Savignano sul Panaro
- La sous - zone Serravalle est définie par des parcelles dans la commune Castello di Serravalle.

## Cépages
Les cépages les plus importants sont :
- Barbera;
- Merlot;
- Cabernet-sauvignon;
- Pignoletto;
- Pinot bianco;
- Riesling;
- Sauvignon;
- Chardonnay;
- Albana;
- Trebbiano romagnolo;

### Appellations, vins
Sous l’appellation, les vins suivants sont autorisés :
- Colli Bolognesi Barbera
- Colli Bolognesi Barbera Colline di Riosto
- Colli Bolognesi Barbera Colline Marconiane
- Colli Bolognesi Barbera Monte San Pietro
- Colli Bolognesi Barbera Serravalle
- Colli Bolognesi Barbera riserva
- Colli Bolognesi Barbera riserva Terre di Montebudello
- Colli Bolognesi Bianco
- Colli Bolognesi Cabernet Sauvignon
- Colli Bolognesi Cabernet Sauvignon Colline Marconiane
- Colli Bolognesi Cabernet Sauvignon Colline di Oliveto
- Colli Bolognesi Cabernet Sauvignon Colline di Riosto
- Colli Bolognesi Cabernet Sauvignon Monte San Pietro
- Colli Bolognesi Cabernet Sauvignon Serravalle
- Colli Bolognesi Cabernet Sauvignon Zola Predosa
- Colli Bolognesi Cabernet Sauvignon riserva
- Colli Bolognesi Cabernet Sauvignon riserva Terre di Montebudello
- Colli Bolognesi Chardonnay
- Colli Bolognesi Chardonnay Zola Predosa
- Colli Bolognesi Chardonnay spumante
- Colli Bolognesi Chardonnay spumante Colline di Oliveto
- Colli Bolognesi Classico Pignoletto
- Colli Bolognesi Merlot
- Colli Bolognesi Merlot Zola Predosa
- Colli Bolognesi Pignoletto
- Colli Bolognesi Pignoletto Colline Marconiane
- Colli Bolognesi Pignoletto Colline di Oliveto
- Colli Bolognesi Pignoletto Colline di Riosto
- Colli Bolognesi Pignoletto Monte San Pietro
- Colli Bolognesi Pignoletto Serravalle
- Colli Bolognesi Pignoletto Terre di Montebudello
- Colli Bolognesi Pignoletto Zola Predosa
- Colli Bolognesi Pignoletto frizzante Colline di Oliveto
- Colli Bolognesi Pignoletto frizzante Colline di Riosto
- Colli Bolognesi Pignoletto passito Colline Marconiane
- Colli Bolognesi Pignoletto passito Colline di Oliveto
- Colli Bolognesi Pignoletto spumante
- Colli Bolognesi Pignoletto spumante Colline Marconiane
- Colli Bolognesi Pignoletto spumante Terre di Montebudello
- Colli Bolognesi Pignoletto superiore
- Colli Bolognesi Pinot Bianco
- Colli Bolognesi Pinot Bianco Monte San Pietro
- Colli Bolognesi Pinot Bianco spumante
- Colli Bolognesi Riesling italico
- Colli Bolognesi Sauvignon
- Colli Bolognesi Sauvignon Colline Marconiane
- Colli Bolognesi Sauvignon Colline di Oliveto
- Colli Bolognesi Sauvignon Colline di Riosto
- Colli Bolognesi Sauvignon Monte San Pietro
- Colli Bolognesi Sauvignon Serravalle
- Colli Bolognesi Sauvignon Terre di Montebudello
- Colli Bolognesi Sauvignon Zola Predosa
- Colli Bolognesi Sauvignon superiore

Voir aussi l'article Viticulture en Italie.